# Puerto de San Vicente
Puerto de San Vicente è un comune spagnolo di 192 abitanti situato nella comunità autonoma di Castiglia-La Mancia.